# NGC 7704
NGC 7704 (również PGC 71810 lub UGC 12684) – galaktyka eliptyczna (E-S0), znajdująca się w gwiazdozbiorze Ryb. Odkrył ją John Herschel 13 października 1827 roku.
W galaktyce tej zaobserwowano niepotwierdzoną supernową SN 1977G.